# 王世德
王世德（1577年—1639年），字長民，号回溪，浙江金華府永康縣象珠人，明朝政治人物。

## 生平
萬曆二十八年（1600）考取庚子科浙江乡试举人，萬曆二十九年（1601年）聯捷辛丑科進士，授福建同安縣知縣，改闽县知县，升工部主事，四十年（1612年）主持山西鄉試。出为黄州府知府。万历四十五年（1617）升湖广副使，四十七年晋武昌道右参政。天启二年（1622）丁父憂歸，三年起复任贵州监军参政，六年升按察使，累官至廣東左布政使，廉而惠愛，訟不能直者，輒赴愬理，世德立為剖斷，多所平反。豪猾詭承無名雜税，悉繩以法。會歲大饑，斗米百二十錢，世德取諸坊戶籍將行賑恤，孝廉黎遂球進平糴法，因以頒行屬邑。未幾，米價遂減。後遷僉都御史，巡撫南贛，民送之之任，泣拜而去。崇祯九年（1636）改都察院左副都御史，巡抚云南。崇祯十二年（1639）正月初二，卒于官，年六十三。赠兵部侍郎。

## 家族
曾祖王一凤，號南泉公。祖父王宗耀，東岩公，临淮县主簿。父王师周（1556年-1622年），字尚文，號近槐。母杜氏（1560年-1590年），贈淑人。继母周氏，年二十四夫亡，目不窥牖。舅疾，割股疗之，王世德为传。弟世愷、世悌、世忠、世懿。
元配周氏（庠生周敬阳女），继娶邵氏（御史邵豳曾孫女）、汪氏。有子同柏、同庚。